# Kejsarinnans tofflor

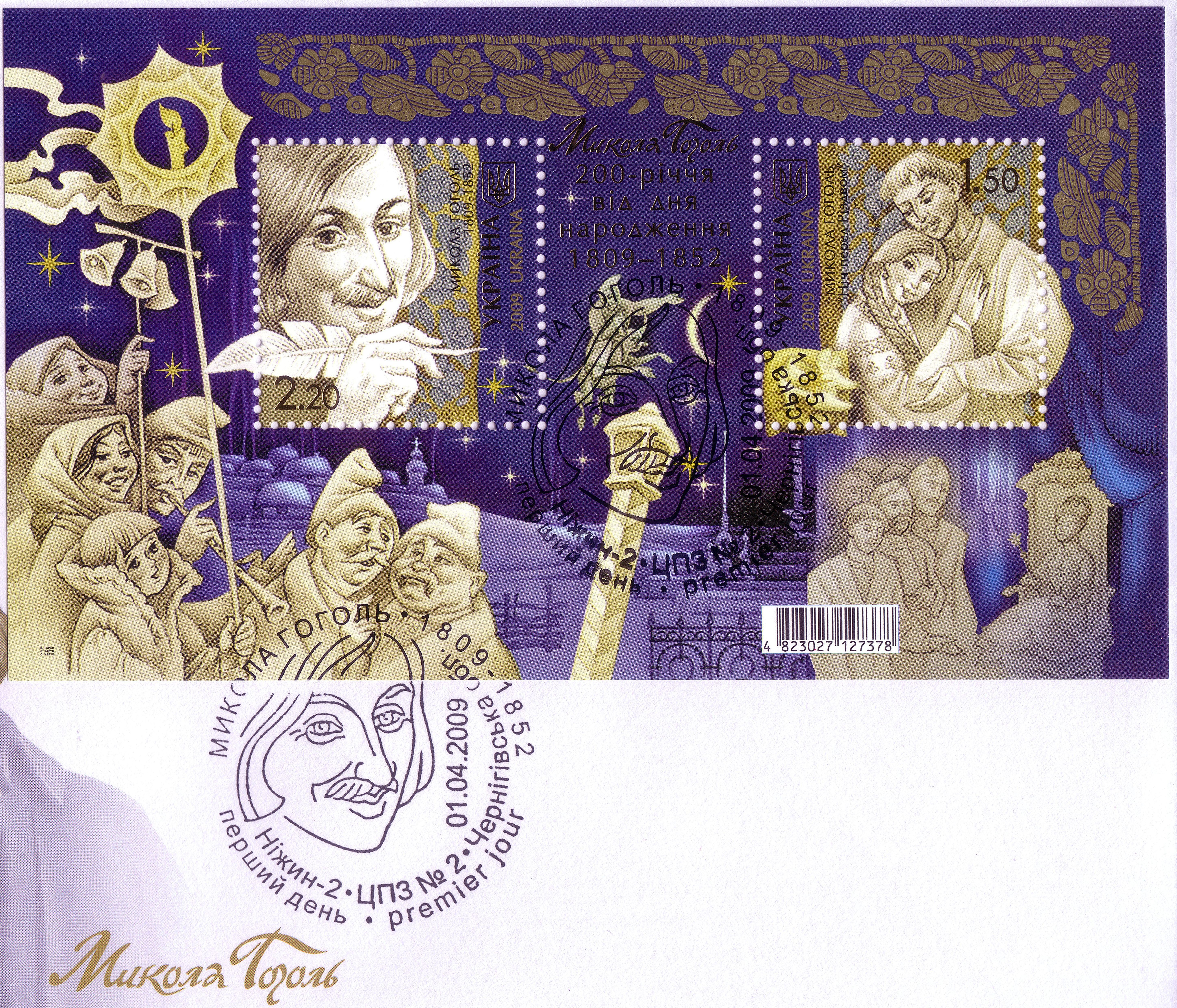
Ukrainska frimärken från 2009 i samband med 200-årsfirandet av Gogols födelse: till vänster Gogol och till höger ett motiv ur Kejsarinnans tofflor

Kejsarinnans tofflor är en novell från 1832 av den ryske författaren Nikolaj Gogol. Den ryska titeln är Ночь пе́ред Рождество́м, transkriberat Notj pered Rozjdestvom, som betyder "natten före jul". Novellen utspelar sig på julafton, när djävulen är fri att röra sig på jorden, och handlar om en smed som måste stjäla den ryska tsarinnans tofflor för att få gifta sig med kvinnan han älskar.
Kejsarinnans tofflor ingår i det andra bandet av Gogols novellsamling Vetjera na chutore bliz Dikanki ("kvällar vid en gård nära Dykanka"). Novellen gavs ut på svenska 1948 i översättning av Eugen von Sabsay och Chrissy Sterzel. Den är förlaga till flera operor och filmer.

## Bearbetningar
- Smeden Vakula (Kuznets Vakula), 1874, opera av Pjotr Tjajkovskij
- Tofflorna (Tjerevitjki), 1887, opera av Pjotr Tjajkovskij, omarbetning av Smeden Vakula
- Julnatten (Notj pered Rozjdestvom), 1894, opera av Nikolaj Rimskij-Korsakov
- Notj pered Rozjdestvom, 1913, film i regi av Władysław Starewicz
- Notj pered Rozjdestvom, 1951, animerad film i regi av Valentina och Zinaida Brumberg
- Vetjera na chutore bliz Dikanki, 1961, film i regi av Aleksandr Rou
- Notj pered Rozjdestvom, 1997, animerad novellfilm i regi av Jekaterina Michailova
- Vetjera na chutore bliz Dikanki, 2001, film i regi av Semjon Gorov